# Искаков, Капай
Капай Искаков (1906—1973) — сержант Рабоче-крестьянской Красной Армии, участник Великой Отечественной войны, Герой Советского Союза (1944).

## Биография
Капай Искаков родился 15 июля 1906 года в селе Георгиевка (ныне — Калбатау Жарминского района Восточно-Казахстанской области Казахстана). Получил начальное образование, после чего работал в колхозе. В 1940 году Искаков был призван на службу в Рабоче-крестьянскую Красную Армию. С июня 1941 года — на фронтах Великой Отечественной войны. К марту 1944 года сержант Капай Искаков командовал отделением 861-го стрелкового полка 294-й стрелковой дивизии 52-й армии 2-го Украинского фронта. Отличился во время освобождения Молдавской ССР.
В ночь с 27 на 28 марта 1944 года во время боя у села Петрешты Унгенского района Молдавской ССР отделение Искакова успешно отразило несколько немецких контратак. В бою Искаков был ранен, но продолжал сражаться, удержав занимаемые позиции.
Указом Президиума Верховного Совета СССР от 13 сентября 1944 года сержант Капай Искаков был удостоен высокого звания Героя Советского Союза с вручением ордена Ленина и медали «Золотая Звезда».
После окончания войны Искаков вернулся в родное село. Скончался 26 сентября 1973 года. Похоронен в селе Капай Батыр Жарминского района.
Был также награждён рядом медалей.
В честь Искакова названа улица и установлен обелиск в Калбатау.